# Cerdo criollo pelón mexicano
El cerdo criollo pelón mexicano es un genotipo único que se cree que ha sido introducido a México durante la conquista de los españoles. El genotipo está siendo conservado por la UNAM en la Facultad de Medicina Veterinaria y Zootecnia. De igual forma está siendo preservado en la ciudad de Mérida.